# Frédéric-Léopold de Prusse
Joachim Charles Guillaume Frédéric-Léopold de Prusse, couramment cité comme le prince Frédéric-Léopold de Prusse (né le 14 novembre 1865 à Berlin et mort le 13 septembre 1931 à Krojanke, arrondissement de Flatow (de)), est un prince de sang et général prussien, cousin et beau-frère de l'empereur Guillaume II. Ses frasques et bévues en ont fait l'enfant terrible de la maison de Hohenzollern.

## Biographie
Frédéric-Léopold est le fils du prince Frédéric-Charles de Prusse et de la princesse Marie-Anne d'Anhalt-Dessau, fille du duc Léopold IV d'Anhalt. Il avait trois sœurs : Marie-Élisabeth Louise Frédérique, Élisabeth-Anne (1857–1895) et Louise-Marguerite.

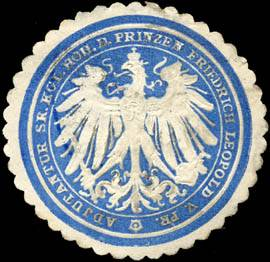
Sceau d'Aide de camp de Son altesse royale le Prince Frédéric-Léopold de Prusse.

Frédéric-Léopold s'inscrit d'abord dans la tradition militaire familiale : engagé en 1875 à l'âge de 10 ans comme cadet dans le 1er régiment à pied de la Garde à Potsdam, il ne prit part les premières années qu'aux défilés et revues de son régiment. En 1885, encore mineur, Frédéric-Léopold hérita de son père, le prince Frédéric-Charles, le vaste domaine de Krojanke, ainsi que le Palais des chevaliers teutoniques de Saint-Jean sur la Wilhelmplatz à Berlin (qu'il n'utilisa jamais), les 1 300 ha de la forêt de Düppel et les châteaux de Glienicke à Wannsee. Promu dès lors lieutenant, il fut successivement maître de cavalerie (1888), commandant (1890) puis colonel (1893). Le 20 mai 1893, il est placé à la tête du Régiment des Gardes du Corps de Potsdam, et chef d'un régiment autrichien de hussards à son propre nom. Du 1er septembre 1894 au 9 septembre 1898, il commande la 4e brigade de cavalerie de la Garde stationnée à Potsdam et reçoit finalement commission de général de la 22e Division stationnée à Cassel. Il cumule ces fonctions avec celles d'Inspecteur de la Cavalerie à Potsdam du 7 juin 1900 au 21 mars 1902. En 1889, il épouse la princesse Sophie d'Augustenbourg, soeur cadette de la Kaiserin. Cousin du Kaiser, il est aussi son beau-frère.
Mais ce prince a commis au cours de sa carrière une série de faux-pas et de scandales qui lui ont valu d'innombrables procès, toujours plus ruineux, que Frédéric-Léopold perdit les uns après les autres. Des actes de malveillance au sein de la maison princière (la femme de Frédéric-Léopold échappe par deux fois à une mort apparemment accidentelle) poussent en 1904 le chef de famille Guillaume II à confier au détective privé Gustav Steinhauer (de) (1870–1930) une enquête discrète sur la vie privée et les manigances des princes de son lignage. Cette enquête se soldera par une mise à l'écart du couple de Frédéric-Léopold, et un placement forcé de ses enfants dès leur dixième année comme cadets dans diverses académies militaires d'Allemagne. Élevé au grade suprême de general der Kavallerie, Frédéric-Léopold est dégagé de ses obligations militaires par Guillaume II : le Prince de sang n'exercera plus désormais que des missions de représentation. Pendant la guerre russo-japonaise, Guillaume II l'éloigna en 1904-05, en le nommant conseiller militaire auprès du quartier-général de l'Armée russe en Mandchourie, puis le nomma en 1907 inspecteur-général des armées et général de corps d'armée le 10 septembre 1910. Enfin Frédéric-Léopold passa toute la Première Guerre mondiale sur ses terres de Glienicke sans jamais se montrer en public ni être appelé à une fonction quelconque alors qu'un de ses fils tombe au champ d'honneur.
Lorsqu’éclata la révolution allemande, il fut clair d'emblée pour Frédéric-Léopold que la chute de la Monarchie signifiait aussi la fin de ses prétentions dynastiques à la succession de Guillaume II. Il devint en une nuit ce qu'il avait toujours rêvé d'être : un citoyen libre. Fidèle à ses excentricités, il fit hisser le drapeau rouge sur son château de Glienicke le 10 novembre 1918, ce qui déclencha l'indignation par toute l'Allemagne. Depuis quelque temps déjà, la maison de Hohenzollern avait tenté par diverses manœuvres de faire examiner Frédéric-Léopold par des psychologues et de le placer sous tutelle ; mais il était désormais le véritable chef de famille en Allemagne, et il commença par renoncer publiquement à son apanage annuel, dès que la loi sur la noblesse d'Allemagne fut votée par les députés républicains le 23 juin 1920. Il avait dès 1919 emménagé à Lugano en Suisse, où son fils Frédéric-Léopold (de) s'était retiré, et de là poursuivit ses différents procès, dispersant dans des ventes publiques une grande partie de l'inestimable collection de tableaux de son grand-père. Le prince avait liquidé au cours de l'année tous ses biens en Allemagne. L'État libre de Prusse tenta bien en mars 1921 de reprendre le procès en incapacité diligenté par Guillaume II quelques années plus tôt : ce fut un échec, la plupart des témoins cités étant décédés entre-temps. Les terres de Frédéric-Léopold à Krojanke firent date dans l'histoire du droit civil allemand : un jugement du Tribunal du Reich du 21 juin 1924 reconnut la légitimité de son fideicommis, entre autres sur le domaine de Krojanke, et de son droit de propriété, créant une jurisprudence en matière de confiscation des biens de l'aristocratie allemande par la république de Weimar. 
Frédéric-Léopold mourut en 1931, au cours de négociations sur l'aménagement de son pavillon de chasse de Glienicke en hôtel. Ses fils aînés étaient alors décédés, et il avait déshérité son dernier fils Frédéric-Léopold : c'est ainsi que son neveu Frédéric-Charles (de), encore mineur, hérita de ce qui restait de ses biens.

## Descendance
Frédéric-Léopold épousa la princesse Louise-Sophie de Schleswig-Holstein-Sonderbourg-Augustenbourg (1866-1952) le 24 juin 1889 à Berlin. C'était la sœur de l’impératrice Augusta-Victoria. Le couple princier possédait le pavillon de chasse de Glienicke, qu'ils firent entièrement rénover par Albert Geyer, délaissant au contraire le château paternel de Glienicke. Ils eurent quatre enfants :
- Victoire-Marguerite Élisabeth Marie Adelaïde Ulrique (née le 17 avril 1890; † 9 septembre 1923)

⚭ 1913–1922 Prince Henri XXXIII Reuss de Köstritz (de) (1879–1942)
- Frédéric-Sigismond de Prusse (de) (1891–1927)

⚭ 1916 princesse Marie-Louise de Schaumburg-Lippe (1897–1938)
- Tassilon Wilhelm Humbert Leopold dit Frédéric-Charles (1893–1917)
- Franz Joseph Oskar Ernst Patrick (de) dit Frédéric-Léopold (1895–1959), célibataire.

## Distinctions
Frédéric-Léopold avait été décoré chevalier de l’Ordre de l'Aigle noir (1884) et Grand-croix de l’Ordre de la Couronne de Wurtemberg (1886). Il était depuis 1884 membre du Corps Borussia Bonn, et depuis 1886 commandant d'honneur de la milice bourgeoise de Wesel. Frédéric-Léopold fut le dernier prince-protecteur Hohenzollern de la franc-maçonnerie prussienne. Admis en 1889 à la loge johannique Friedrich Wilhelm zur Morgenröte, il était dès 1894 protecteur des trois grandes loges de Prusse. Admis en 1893 chevalier de l’Ordre royal de Charles XIII), puis en 1895 maître de l'ordre de la franc-maçonnerie, il dut abandonner ces titres à la chute de la dynastie Hohenzollern.